# Lake Hallie, Wisconsin
Lake Hallie là một làng thuộc quận Chippewa, tiểu bang Wisconsin, Hoa Kỳ. Năm 2006, dân số của làng này là 4703 người.